# Tanda (Serbien)
Tanda (Kyrillisch: Танда) ist ein Dorf in der Opština Bor und im Okrug Bor im Osten Serbiens.
Es liegt 18 Kilometer nördlich von Bor auf etwa 380 m Höhe im Tal des Flüsschens Crnajka und an der Hauptstraße von Bor nach Donji Milanovac.

## Einwohner
Die Volkszählung 2002 (Eigennennung) ergab, dass 350 Menschen im Dorf leben. Davon waren:
|           | Anzahl | Prozent |
| Gesamt    | 350    | 100     |
| Walachen  | 185    | 52,85   |
| Serben    | 158    | 45,15   |
| Unbekannt | 7      | 2,0     |

Weitere Volkszählungen:
- 1948: 700
- 1953: 693
- 1961: 717
- 1971: 599
- 1981: 567
- 1991: 442